# Planet e.
planet e oder planet e. ist eine Umwelt-Dokumentationsreihe des Zweiten Deutschen Fernsehens, das meist wöchentlich, sonntags gegen 16:30 Uhr ausgestrahlt wird. Bis Anfang Mai 2016 lief die Sendung gegen 14:45 Uhr. Abhängig vom Vormittagsprogramm des ZDF kann der Sendetermin variieren.
Die Dokumentationen sind im Reportagestil gehalten und behandeln ein breites Spektrum an Umwelt-Themen. planet e. löste am 16. Oktober 2011 das Umwelt- und Naturmagazin ZDF.umwelt ab, das seit 2001 über Themen des Umweltschutzes sowie den ressourcenschonenden Umgang mit unserem Lebensraum berichtete. Dieses trug von 1998 bis 2000 schon einmal den Titel planet e.
Laut ZDF kostet die Produktion durchschnittlich 47.000 Euro pro Folge.

## Geschichte
planet e. ersetzte im Zuge einer Programmreform 2011 das Magazin ZDF.umwelt. Während dort Umwelt-Nachrichten im Mittelpunkt standen, konzentriert sich planet e. vor allem auf Menschen und deren Engagement für die Umwelt. Die Dokumentationen orientieren sich an den Protagonisten. Diese oft sehr persönlichen Erlebnisse bilden den dramaturgischen Kern von planet e. und sollen dem Zuschauer neben Informationen auch einen emotionalen Zugang zu Umweltthemen bieten.
Die Dokumentationsreihe startete am 16. Oktober 2011, dem Welternährungstag, und nahm passend dazu unter dem Titel „Gefahr aus dem Stall“ die – industrielle – Nahrungsmittelproduktion und Ernährungsweise des Menschen kritisch unter die Lupe. Verantwortet wird planet e. seit Mai 2022 von Cathérine Kipp, der Leiterin der ZDF-Umweltredaktion. Diese Aufgabe übernahm zuvor Volker Angres, er moderierte in der Anfangszeit auch die Reihe.

## Inhalte
Die planet-e.-Dokumentationen behandeln Umweltthemen von Klimawandel und Energiewende bis zu Artenvielfalt und Lebensmittelskandalen. Im Zentrum stehen dabei jeweils der Mensch und seine Möglichkeiten, den Planeten Erde zu gestalten.
planet e. begleitet Querdenker, Experten und Betroffene und macht dabei globale Zusammenhänge deutlich. Die publizistische Strategie steckt hierbei in der Balance der Berichterstattung. Es wird nicht nur über globale Trends und ökologische Katastrophen berichtet, sondern vor allem über kluge Konzepte und kreative Lösungsansätze.

## Auszeichnungen
- 2013: Hoimar-von-Ditfurth-Preis, Ökofilmtour, Potsdam[3][4]
- 2013: Golden Gazelle Award, ADIEFF, Abu Dhabi[5][6][7]
- 2013: Preis der Jugendjury, Natur Vision Filmfestival, Ludwigsburg[8]
- 2013: Preis für Publizistik, Urban Mining Award[9]
- 2014: Island Award, Evolution Film Festival, Palma de Mallorca
- 2015: Preis für zukunftsfähigen Tourismus, TOURA D´OUR, Frankfurt am Main[10]
- 2015: Preis des Verteidigungsministeriums der Slowakei, EKOTOPFILM, Bratislava[11]
- 2015: Documentary Award, ART & TUR Filmfestival, Porto

## Weitere Veröffentlichungen
Film- und DVD-Produktionen:
- „Abenteuer Rhein – Mit dem ZDF-Zeppelin von der Quelle bis zur Mündung“ (von Andreas Ewels, Produktionsjahr 2012)[12]
- „Abenteuer Mallorca – Mit dem ZDF-Zeppelin auf Entdeckungsreise“ (von Andreas Ewels, Produktionsjahr 2013)[13]